# Barthélémy Ott
Barthélémy Ott, né le 14 octobre 1901 à Saint-Étienne et mort le 14 octobre 1982 dans la même ville, est un homme politique et un homme de lettres français.

## Biographie
Barthélémy Ott est d'ascendance alsacienne. Ses deux frères meurent au cours de la guerre de 1914 - 1918. Il est lycéen à Saint-Étienne puis étudiant à Lyon. Après une licence, puis un diplôme d'études supérieures de langue et littérature allemandes, en 1922, il est reçu second à l'agrégation en 1929 ; il est docteur ès lettres en 1936. Il enseigne successivement au collège d'Armentières, au lycée de Mâcon, au lycée du Parc à Lyon, à Janson-de-Sailly. Il est mobilisé dans l'armée des Alpes en 1939. En 1940 il obtient d'être nommé au lycée de Saint-Étienne où il enseigne jusqu'à la libération. Il s'engage dans la Résistance. Après la Libération il reçoit la Croix de guerre 1939-1945. Il devient premier président de la Fédération du Mouvement républicain populaire de la Loire. En 1944 il est élu conseiller municipal de Saint - Etienne.
Outre la Croix de guerre Barthélémy Ott est chevalier dans l'Ordre de la Légion d'honneur et décoré des Palmes académiques.

## Détail des fonctions et des mandats
Mandat parlementaire
Il est élu député dans la 1re Assemblée nationale constituante du Gouvernement provisoire de la République française. Il siège du 21 octobre 1945 au 10 juin 1946 et appartient au groupe du Mouvement républicain populaire.Il ne se représente pas en juin 1946 mais il est candidat, sur la liste MRP, en décembre 1946 lors des élections au Conseil de la République. Il siège du 8 décembre 1946 au 7 novembre 1948 mais il est battu
lors du renouvellement de 1948 et reprend son métier de professeur d'allemand jusqu'à sa retraite, en 1962.

## Publications
Édouard Mörike, thèse pour le doctorat ès lettres présentée devant la Faculté des lettres de l'Université de Lille, Lyon, 1935, impr. de Bosc frères, M. et L. Riou, 1935.
Georges Bidault, l'indomptable, Annonay, 1975, Éditions Imprimerie du Vivarais, 238 p.
Hommes politiques d'hier et d'aujourd'hui, IIIe, IVe; et Ve Républiques, Annonay, 1977, : Imprimerie du Vivarais, 264 p.
L'épreuve d'allemand au baccalauréat, (co-auteur E. Lyotard), Paris, 1946, M. Didier, 123 p.
Petite histoire de la poésie allemande, Paris, 1939, H. Didier, 96 p.
Le Dict de  l'Amour et de la Mort du troubadour Pons de Chapteuil, Éditions du Vivarais, Annonay, 1979.